# Pueblo Nuevo Tlalmimilolpan
Pueblo Nuevo Tlalmimilolpan är en ort i Mexiko.   Den ligger i kommunen Lerma och delstaten Mexiko, i den sydöstra delen av landet, 40 km väster om huvudstaden Mexico City. Pueblo Nuevo Tlalmimilolpan ligger 2 580 meter över havet och antalet invånare är 1 848.
Terrängen runt Pueblo Nuevo Tlalmimilolpan är platt åt sydväst, men åt nordost är den kuperad. Runt Pueblo Nuevo Tlalmimilolpan är det tätbefolkat, med 570 invånare per kvadratkilometer. Närmaste större samhälle är Toluca, 19,6 km sydväst om Pueblo Nuevo Tlalmimilolpan. I omgivningarna runt Pueblo Nuevo Tlalmimilolpan växer huvudsakligen savannskog.